# 한국외식과학고등학교
한국외식과학고등학교(韓國外食科學高等學校)는 대한민국 경기도 양주시 남면 신산리에 있는 사립 고등학교이다.

## 학교 연혁
- 1955년 3월 29일 : 학교법인 남문학원 설립 인가
- 1961년 3월 31일 : 남문농업고등학교 설립 인가(3학급)
- 1979년 11월 20일 : 남문상업고등학교로 교명 변경 인가(상업과 6학급)
- 1996년 9월 25일 : 남문종합고등학교로 교명 변경 인가 (보통과 3학급 신설 -1997.03.01 시행)
- 2002년 10월 9일 : 남문고등학교로 교명 변경(2003.03.01 시행)
- 2007년 8월 17일 : 조리과학과 신설 인가(2008.03.01 시행)
- 2008년 4월 23일 : 특성화고등학교 지정 (조리과학과 6학급, 관광과 6학급 -2009.03.01 시행)
- 2011년 5월 23일 : 한국외식과학고등학교로 교명 변경(2012.03.01 시행)
- 2014년 9월 1일 : 혁신학교 및 자율학교 지정
- 2018년 5월 29일 : 경기도형 도제학교 선정
- 2019년 7월 4일 : 관광과→카페베이커리 관광과로 학과명 변경
- 2020년 3월 1일 : 직업계고 학점제 선도학교 선정 및 운영
- 2020년 3월 1일 : 특성화고 혁신지원사업 선정 및 운영
- 2023년 2월 9일 : 김동준 이사장 취임
- 2024년 1월 5일 : 제61회 졸업 (누계 6,005명)
- 2024년 3월 1일 : 제13대 석용범 교장 취임

## 설치 학과
- 조리과학과
- 카페베이커리관광과

## 참고 자료
- 한국외식과학고등학교 - 한국교육학술정보원 학교알리미